# Énergie à Mayotte

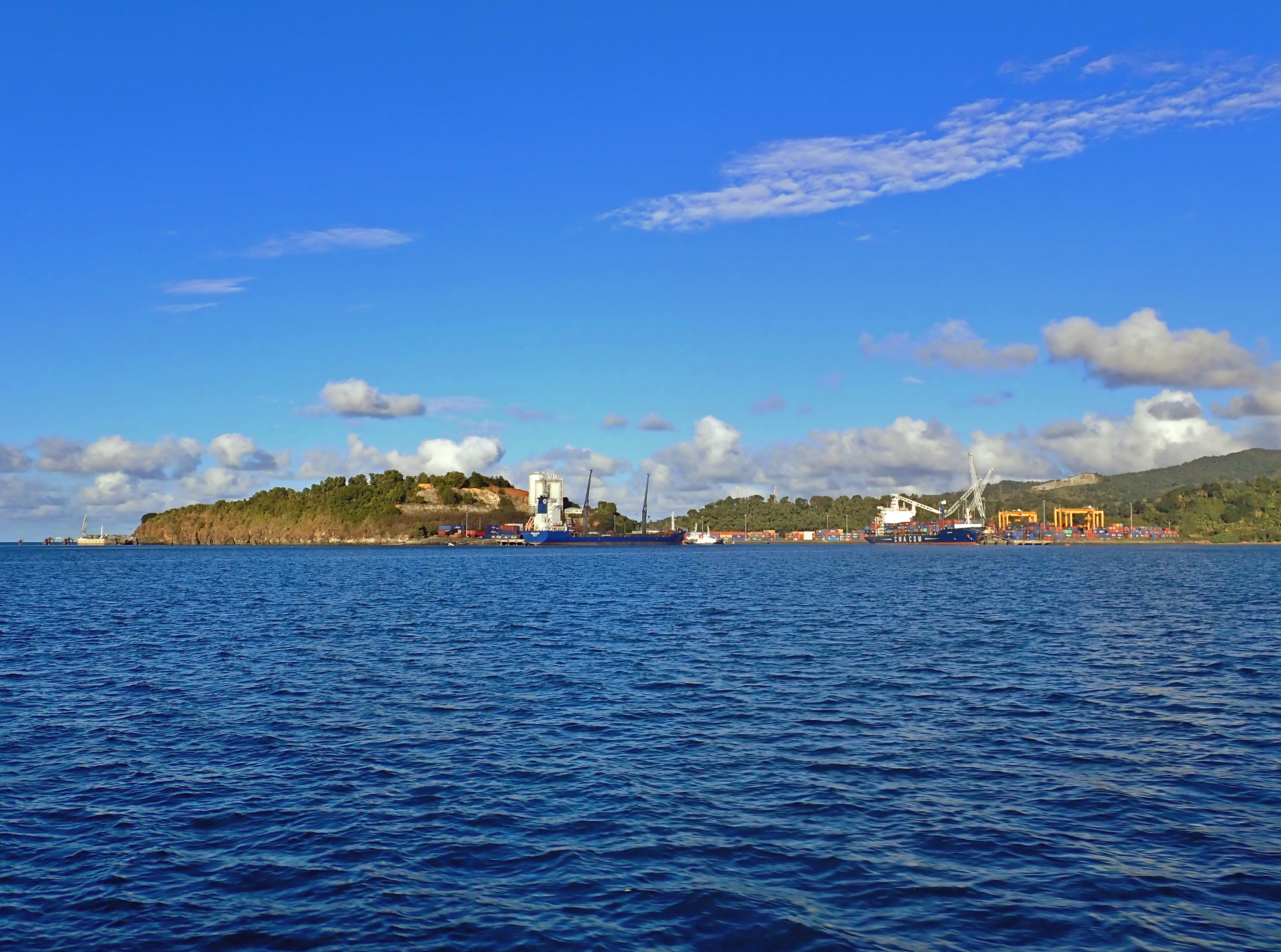
C'est au port de Longoni qu'est générée la majeure partie de l'électricité de Mayotte.

Le secteur de l'énergie à Mayotte est principalement orienté vers la consommation d'électricité à base d'énergies fossiles,  les énergies renouvelables ne sont pour l'instant que peu développées, et il n'y a aucune exportation d'énergies fossiles.
L'électricité à Mayotte est composée en 2015 à 95 % de sources thermiques et à 5 % d'énergie renouvelable. La programmation pluriannuelle de l'énergie fixe un objectif de 30 % d'énergies renouvelables dans la consommation finale en 2020. Les besoins en électricité sont en forte croissance du fait de la croissance de Mayotte et de sa population, ainsi que l'augmentation du nombre de climatiseurs installée, qui conduit à des pics de consommation en été ; la consommation d'électricité a augmenté de 14,5 % par an entre 1995 et 2010[réf. nécessaire]. Petite-Terre, bien que plus petite, consomme 15 % de l'électricité totale, notamment à cause de la présence de l'aéroport et de l'hôpital, gros consommateurs d'électricité.
Mayotte devrait accueillir à l'été 2019 ses premières voitures électriques, ainsi que ses premières bornes de recharge.

## Électricité
Mayotte a accès à l'électricité depuis 1977 ; le réseau électrique ne couvre l'ensemble du territoire que depuis 1990[réf. nécessaire]. Le seul fournisseur d'électricité sur l'île est Électricité de Mayotte, une société anonyme d’économie mixte détenue par le conseil général de Mayotte (50,01 %), Électricité de France (24,99 %), SAUR International (24,99 %), et l'État (0,01 %). EDM est entrée aux Industries Électriques et Gazières (IEG) le 1er janvier 2011. Elle exerce la mission de service public de production, distribution et commercialisation de l’électricité sur l'île de Mayotte. Ses activités entrent entièrement dans le domaine régulé par la Commission de régulation de l'énergie (CRE). La Direction Générale ainsi que l’ensemble des postes de responsables des pôles opérationnels sont assurés par des agents du Groupe EDF. La gouvernance est assurée par l'État, l'ADEME, et EDM.
Les habitants de Mayotte bénéficient des tarifs réglementés au même titre que la métropole, même si les coûts de production sont cinq fois supérieurs à la part énergie de ces tarifs ; les surcoûts sont couverts par la contribution au service public de l'électricité (CSPE), payée par tous les consommateurs, et s'élèvent par exemple à 10,8 milliards d'euros sur la période 2002-2013.
|                                                          | 2011 | 2011 | 2012 | 2012 | 2013 | 2013 | Variation (%) | Variation (%) |
|                                                          | GWh  | %    | GWh  | %    | GWh  | %    | 2012/11       | 2013/12       |
| Production d'électricité                                 |      |      |      |      |      |      |               |               |
| Électricité primaire                                     | 14   | 5,3  | 15   | 5,7  | 17   | 5,9  | 11,5          | 8,5           |
| dont photovoltaïque                                      | 14   | 5,3  | 15   | 5,7  | 17   | 5,9  | 11,5          | 8,5           |
| Thermique classique                                      | 248  | 94,7 | 256  | 94,3 | 268  | 94,1 | 3,0           | 5,0           |
| Production totale brute                                  | 262  | 100  | 271  | 100  | 285  | 100  | 3,5           | 5,2           |
| Consommation branche énergie (% de la production)        |      |      |      |      |      |      |               |               |
| Conso interne branche                                    | 14   |      | 14   |      | 15   |      |               |               |
| Pertes et ajustements                                    | 8    |      | 11   |      | 10   |      |               |               |
| Total conso branche énergie                              | 22   | 8,4  | 25   | 9,3  | 25   | 8,6  | 14            | -2,6          |
| Consommation finale d'électricité                        |      |      |      |      |      |      |               |               |
| Résidentiel                                              | 162  | 67,4 | 167  | 68,1 | 180  | 69,2 | 3,5           | 7,8           |
| Professionnel (tertiaire, industrie, agric., transports) | 78   | 32,6 | 78   | 31,9 | 80   | 30,8 | 0,4           | 2,1           |
| Consommation finale                                      | 240  | 100  | 246  | 100  | 260  | 100  | 2,5           | 6,0           |

## Centrales thermiques
Il y a deux centrales thermiques à Mayotte, composées en tout de 17 moteurs Diesel. Les moteurs sont de différente puissance (entre 750kW et 8MW) et utilisent différentes technologies. Ceci permet d'ajuster en fonction des besoins.
La centrale des Badamiers, sur l'île de Petite-Terre, a été mise en service en 1987, pour une puissance de 38,1 MW, en 2013 cette centrale a assuré 38 % de la production totale. Cette centrale n'est pas conforme aux normes industrielles (notamment de pollution ou de bruit) mais fonctionne avec une dérogation temporaire de la DEAL. Sa potentielle mise aux normes serait coûteuse,  EDM prévoit son exploitation jusqu'en 2023, où elle serait en fin de vie.
La centrale de Longoni, sur l'île de Grande-Terre, a été mise en service en 2009, pour une puissance de 40 MW, et a assuré 57 % de la production totale. Cette centrale est en cours d'extension pour ajouter 3 nouveaux moteurs Wartsila 12V46 (fi) de MW de capacité chacun, ce qui ajouterait 36 MW de capacité.
La centrale de Kawéni, de capacité 11 MW, fut ouverte en 1978, mais elle a été démantelée depuis[réf. nécessaire].

## Pétrole
Les importations de pétrole de l'île servent à la consommation pour les véhicules et les centrales thermiques.

## Énergies renouvelables
Les premiers panneaux solaires ont été installés en 2009, et ne sont pas associés à du stockage. La puissance installée est de 13 MW, notamment via la centrale de Longoni, inaugurée en 2010[réf. nécessaire]. L'énergie solaire est la seule énergie renouvelable avec un potentiel important de développement sur l'île ; le potentiel éolien (22 MW selon une étude) ne conduirait pas à une production importante, car le vent ne souffle que 6 mois par an[réf. nécessaire].
En 2019 (et depuis 2013), 5,9 % de l’énergie totale (électrique et thermique) sur l’île provient de l’énergie solaire. Ce chiffre ne décolle pas, malgré l'énorme potentiel de l'île, du fait d'un plafond fixé par la Commission de Régulation de l’Energie (CRE), à cause de la volatilité de ce type d'énergie. Pourtant, un programme de stockage de l'énergie solaire, baptisé « Opéra » (« Opération pilote énergies renouvelables »), qui attend le feu vert depuis 2013, pourrait permettre de viser jusqu'à 30 % d'énergie solaire dans le mix énergétique mahorais. Un nouveau programme baptisé « Gamissa » (« stockage » en shimaoré) a été proposé par EdM en 2019, et pourrait constituer le premier jalon d'un objectif ambitieux.
En 2021, un nouveau plan est lancé visant à atteindre 30 % d'énergies renouvelables d'ici à 2030, essentiellement par du solaire photovoltaïque.